# Sullivan-Starrheit
Im mathematischen Teilgebiet der geometrischen Funktionentheorie ist Sullivan-Starrheit (engl. Sullivan rigidity) eine tiefliegende Verallgemeinerung der Mostow-Starrheit in der Theorie der Kleinschen Gruppen. Sie geht auf Dennis Sullivan zurück.
Sullivan-Starrheit spielt eine zentrale Rolle beim Beweis wesentlicher Sätze der 3-dimensionalen Topologie, zum Beispiel beim Beweis der Ending Lamination Conjecture von Brock-Canary-Minsky und bei Thurstons Beweis der Geometrisierung gefaserter 3-Mannigfaltigkeiten.

## Starrheitssatz
Seien {\displaystyle \Gamma _{1},\Gamma _{2}\subset \mathrm {Isom} (H^{n})} diskrete Gruppen von Isometrien des hyperbolischen Raumes {\displaystyle H^{n},n\geq 3}, zu denen es einen Isomorphismus {\displaystyle \rho \colon \Gamma _{1}\to \Gamma _{2}} gibt. Die Wirkung von {\displaystyle \Gamma _{1}} auf ihrer Limesmenge {\displaystyle \Lambda (\Gamma _{1})} sei rekurrent. 
Wenn dann {\displaystyle f\colon \partial _{\infty }H^{n}\to \partial _{\infty }H^{n}} ein quasikonformer Homöomorphismus des Randes im Unendlichen des hyperbolischen Raumes ist, so dass
{\displaystyle f(\gamma (x))=\rho (\gamma )(f(x))\ \forall \gamma \in \Gamma _{1},x\in H^{n}}
gilt und die Einschränkung von {\displaystyle f} auf den Diskontinuitätsbereich {\displaystyle \Omega (\Gamma _{1})} eine konforme Abbildung ist, dann muss {\displaystyle f} eine Möbiustransformation sein.